# Уральская индустриальная биеннале современного искусства

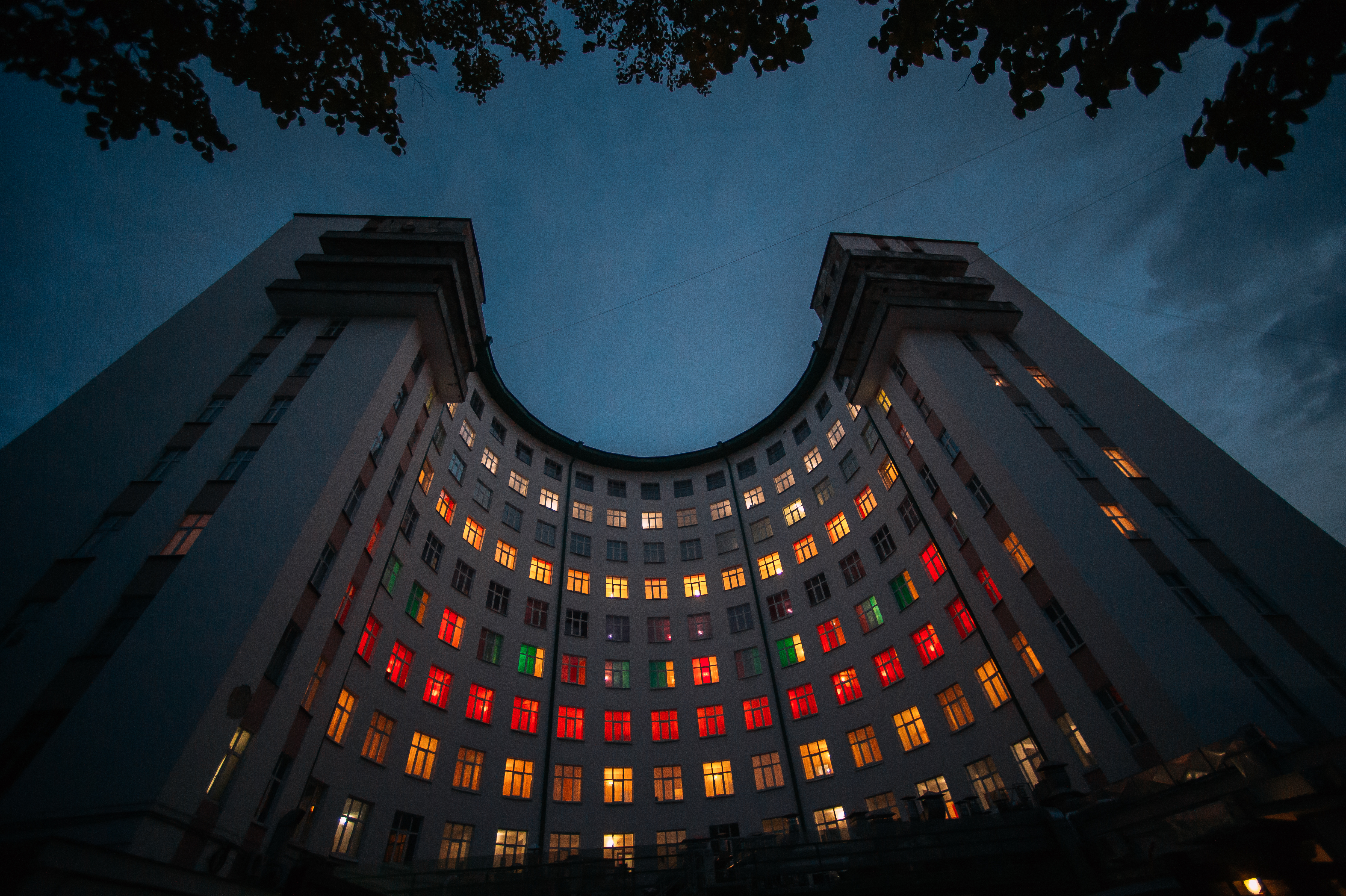
3-я Уральская индустриальная биеннале современного искусства. Гостиница Исеть

Уральская индустриальная биеннале современного искусства — международная выставка современного искусства, проходящая в Екатеринбурге и городах Уральского региона с 2010 года. Биеннале организована по инициативе Уральского филиала Государственного центра современного искусства ГЦСИ (c 2020 года переименован в Уральский филиал ГМИИ им. А. С. Пушкина).

## История
Уральской индустриальной биеннале предшествовал фестиваль современного искусства «Арт-завод», проходивший в 2008—2009 годах в Екатеринбурге. Первая Уральская биеннале современного искусства прошла в 2010 году.
Уральская индустриальная биеннале запустила партнерские программы с международными проектами схожей направленности: Биеннале ZERO1 (Сан-Хосе, Калифорния) и Хорватской индустриальной биеннале (Лабин, Хорватия). С 2012 года Уральская индустриальная биеннале является членом Международной ассоциации биеннале (IBA). С 2016 года комиссар Уральской индустриальной биеннале Алиса Прудникова входит в правление International Biennial Association. В 2019 году пятая Уральская индустриальная биеннале «Бессмертие» завоевала премию издания The Art Newspaper Russia как лучшая выставка года.

## Художественные особенности
Особенностью проведения биеннале является сотрудничество с действующими предприятиями промышленности Екатеринбурга и крупных городов Уральского региона (Нижний Тагил, Невьянск, Сатка, Сысерть, Ирбит, Первоуральск, Ревда, Касли, Верхняя Салда, Дегтярск, Верхотурье, Арти, Алапаевск). Помимо основного проекта и программы арт-резиденций в структуру биеннале входят специальные проекты — выставки и произведения, создаваемые как местными, так и приглашенными кураторами и художниками. Связь с аудиторией осуществляется через практики арт-медиации, а также создание дискуссионных и образовательных площадок в рамках проекта.

## Биеннале и индустриальность
Фестиваль «Арт-завод» стал отправной точкой работы с историческим индустриальным наследием и ревитализацией городских промышленных пространств. На фестивале были исследованы способы взаимодействия как с заброшенными объектами на Карьерной, где впоследствии расположился Tele-club, так и с действующей площадкой Свердловского камвольного комбината. Биеннале стала следующим шагом в осмыслении индустриальности региона и роли городских пространств и их сохранения. В их число вошли типография «Уральский рабочий», гостиница «Исеть», часть архитектурного комплекса «Городок Чекистов», Свердловский камвольный комбинат, завод ВИЗ-Сталь, Уральский завод тяжелого машиностроения и другие. Представление об индустриальности меняется с каждой новой выставкой, приобретает новые грани благодаря диалогу художников с аудиторией и совместной работе междисциплинарных проектов биеннале.

## Хронология выставок
|                                                              | Год проведения | Тема                                     | Основная(-ые) площадка(-и)                                                                                        | Куратор(ы) Основного проекта                  | Общая информация |
| ------------------------------------------------------------ | -------------- | ---------------------------------------- | --- | --------------------------------------------- | --- |
| 1-я Уральская индустриальная биеннале современного искусства | 2010           | «Индустрия смыслов»                      | бывшее здание типографии «Уральский рабочий»                                                                      | Екатерина Деготь, Космин Костинас, Давид Рифф | В центре внимания первой Уральской индустриальной биеннале оказался вопрос культурного и креативного производства в постиндустриальную эпоху. Кураторы основного проекта, который назывался «Ударники мобильных образов», попытались найти ответ на вопрос, что означало быть ударником в советское время и как эта роль может быть реализована в современном контексте. |
| 2-я Уральская индустриальная биеннале современного искусства | 2012           | «Производство и применение»              | бывшее здание типографии «Уральский рабочий»                                                                      | Ярослава Бубнова                              | Вторая Уральская индустриальная биеннале сделала акцент на развитии специальных проектов и арт-резиденциях в промышленных городах Уральского региона. Основной проект под названием «Самое себя глаз никогда не видит» объединил тридцать художников из разных стран, чтобы исследовать как искусство может помочь в предвосхищении и предотвращении социальных угроз. |
| 3-я Уральская индустриальная биеннале современного искусства | 2015           | «Мобилизация»                            | бывшее здание гостиницы «Исеть»                                                                                   | Бильяна Чирич, Ли Чженьхуа                    | Третья Уральская индустриальная биеннале сфокусировалась на мобилизации как движущей силе культуры. Проект под названием «Без сущности» куратор Ли Чженьхуа стал способом выяснить, есть ли у искусства отправная точка или первоначальный источник творческой энергии. Проект Бильяны Чирич под названием «Место для манёвра: между абстракцией и аккумуляцией» стал исследованием различных аспектов мобилизации как со стороны публики, так и со стороны художников и других участников биеннале. |
| 4-я Уральская индустриальная биеннале современного искусства | 2017           | «Новая грамотность»                      | бывшее здание Уральского приборостроительного завода                                                              | Жоан Рибас                                    | Тема четвёртой Уральской индустриальной биеннале — «Новая грамотность» — была посвящена труду и досугу недалекого будущего и стала попыткой предвосхитить изменения, которые в ближайшее время произойдут в общественной, экономической, культурной сферах. Отправными точками для основного проекта четвёртой биеннале стали метафоры «Изображение как свидетель», «Капиталистическая хореография», «Сопротивляющееся слово». Один из центральных вопросов биеннале — каким образом визуальные и телесные практики современного художественного производства могут стать основой для понимания скорости, языков и интерфейсов в условиях стремительно развивающейся информационной реальности. |
| 5-я Уральская индустриальная биеннале современного искусства | 2019           | «Бессмертие»                             | Уральский оптико-механический завод                                                                               | Шаоюй Вэн                                     | Пятая Уральская индустриальная биеннале обратилась к многогранной теме бессмертия, в том числе цифрового и социального, инициируя разговор о времени и пространстве, о месте человека во всякой новой возникающей или конструируемой реальности и его праве на то или иное отношение к ней. Основной проект «Преодолеть границы бессмертия: к множественности будущего» и другие платформы биеннале стали поводом говорить о культурной памяти, о способах сохранить человеческую идентичность нетронутой во времени. |
| 6-я Уральская индустриальная биеннале современного искусства | 2021           | «Время обнимать и уклоняться от объятий» | Уральский оптико-механический завод, Екатеринбургский государственный цирк, бывший кинотеатр «Салют», Главпочтамт | Чала Илэке, Ассаф Киммель, Аднан Йылдыз       | Шестая Уральская индустриальная биеннале посвящена вопросу о человеческом взаимодействии и размышлениям о прикосновении и телесности. В связи с этим в рамках главного проекта «Мыслящие руки касаются друг друга» особое внимание уделяется жанру перформанса и практикам соучастия. В рамках шестой выставки программа арт-резиденций Уральской индустриальной биеннале расширяет географию и приглашает к участию в создании работ и коллаборации с художниками жителей городов, в которых организованы резиденции. |